# Barrio Francisco Villa
Barrio Francisco Villa är en ort i Mexiko.   Den ligger i kommunen Huehuetlán och delstaten San Luis Potosí, i den centrala delen av landet, 230 km norr om huvudstaden Mexico City. Barrio Francisco Villa ligger 93 meter över havet och antalet invånare är 135.
Terrängen runt Barrio Francisco Villa är varierad. Barrio Francisco Villa ligger nere i en dal. Runt Barrio Francisco Villa är det ganska tätbefolkat, med 160 invånare per kvadratkilometer. Närmaste större samhälle är Villa Terrazas, 10,2 km öster om Barrio Francisco Villa. Omgivningarna runt Barrio Francisco Villa är en mosaik av jordbruksmark och naturlig växtlighet.